# The Crew (jeu vidéo)
Pour les articles homonymes, voir The Crew.
The Crew est un jeu vidéo de course arcade développé par Ivory Tower et Ubisoft Reflections et édité par Ubisoft. Le jeu a été dévoilé lors de l'E3 2013 et est sorti le 2 décembre 2014 sur PlayStation 4, Xbox 360, Xbox One et PC.
Le jeu se déroule dans un monde vaste où le joueur peut parcourir l'ensemble des États-Unis. Le développement du jeu a démarré après la sortie de Test Drive Unlimited.
Il a pour suite The Crew 2.
Le jeu n'est plus jouable depuis le 1er avril 2024, date à laquelle Ubisoft a fermé les serveurs utilisés par le jeu,. L'arrêt brutal de ce jeu poussera un collectif de joueurs à déposer une pétition, signée massivement, sur le site de l'Union européenne sous la bannière d'une association nommée Stop Killing Games.

## Système de jeu

### Généralités
Le jeu est basé sur un système de levelling à la façon des jeux en ligne massivement multijoueur. Ce système de niveau permet au joueur de gagner de l'expérience qui lui permettra d'obtenir de nouvelles pièces et équipements pour ses voitures, ces dernières étant entièrement modifiables.

### Voitures
The Crew, à son lancement, proposait 43 voitures Fullstock et 4 voitures de précommande.
Ces 4 dernières sont des modèles Fullstock disponibles dans le jeu de base mais avec une version Street spécifique.
Peu après le lancement du jeu, un code pour débloquer une RUF CTR3 Xfinity a été offert aux 1 500 meilleurs joueurs classés à l'épreuve "The Xfinity Speed Challenge". Si cette voiture n'est plus obtenable, l'épreuve elle est toujours disponible et permet de tester cette RUF Xfinity perf en course
Le Season Pass comprend aujourd'hui 19 voitures. Il regroupe les car packs Raid, Extreme, Speed et Vintage, ainsi que 2 véhicules exclusifs : les Ferrari 458 Speciale et McLaren 12C. À ces 14 voitures disponibles à la sortie du jeu, 5 sont venues se rajouter les mois suivants.
L'extension Wild Run quant à elle, a ajouté une série de voitures (gratuites pour tout le monde) ainsi que de motos (payantes) à sa sortie. Depuis, un nouveau véhicule est ajouté tous les 2 mois selon le calendrier du Summit. Au 1er août 2016, il s'agit de 8 motos (payantes) et 13 voitures (gratuites) ajoutées, 2 nouvelles motos ayant par ailleurs été annoncées. Soit actuellement sont connus 90 modèles pour +/- 330 specs.
Les performances affichées sont celles des voitures dites "Fullstock" telles que présentées dans les stats au garage.

### Carte
Le jeu, que ce soit en hors-ligne ou en ligne, est composé d'une seule et même carte (échelle environ 1/40 des États-Unis). Celle-ci est une représentation des États-Unis avec pas moins de 5 000 km2 de route.C'est une carte totalement ouverte : vous pouvez aller en hors piste (champs, montagnes, forêt...).
La carte représente quasiment à l'identique les plus grandes villes américaines (Détroit, Chicago, New York, Washington, Miami, Las Vegas, Seattle, San Francisco, Los Angeles, Nouvelle Orléans, Dallas, Santa Fe, Salt Lake City, El Paso) et de nombreuses autres agglomérations.
Il est ainsi possible de se rendre sur des lieux cultes des États-Unis et de les visiter (Statue de la Liberté, Maison Blanche, Capitol, Pentagone, Mont Rushmore, Chutes du Niagara, Grand Canyon, Yosemite, Yellowstone, Bayou, Golden Gate, Hollywood Boulevard, Beverly Hills, Meteor Crater, avec possibilité de jouer dedans, alors que c'est interdit en vrai, Zone 51 ou le cimetière aéronautique de Tucson).
Pour traverser la carte d'est en ouest, il faut environ 50 min par autoroute et environ 1h20 par les petites routes. Pour faire le tour complet des États-Unis, il vous faudra environs 4h en passant par les lieux cultes et environ 2 h 30 min par autoroute.
Sur cette carte vous pourriez connaitre l'historique de certains monuments, bâtiments.

### Tuning
Les véhicules ont 6 kits tuning (specs) dans le jeu original : Fullstock, Street, Dirt, Perf, Raid et Circuit, auxquelles l’extension Wild Run ajoute 3 specs dites « extrêmes » : Monster, Drag et Drift.
Chaque kit a 20 pièces détachées. Il y a 9 pièces de carrosserie (pare-chocs avant, garde-boue avant, rétroviseur, capot, pare-chocs arrière, garde-boue arrière, aileron arrière, jantes, jupes), 6 pièces moteur (moteur, vitesses, échappements, E.C.U, aération, carburateur) et 5 pièces de châssis (freins, différentiel, suspensions, pneus, poids).
En réussissant des missions, courses, défis et en faisant évoluer le niveau du personnage, les pièces se débloquent et leur qualité s'améliore (bronze, argent, or, platine). Chaque pièce est associée à un bonus aléatoire (accélération, freinage, adhérence, vitesse).
Il y a 181 peintures pour la voiture (officielles, métalliques, mates, anodisées, chromées, irisées), 254 stickers pour la voiture (flammes, chiffre, crânes, graffitis, bandes, tribal, urban, saisonniers, etc.), 50 plaques d'immatriculation et 252 intérieurs (volants, sièges, portière, tableau de bord, compteur de vitesse). Matériaux : carbone, bois, mousse, etc. Couleurs : blanc, jaune, rouge, bleu, etc.

## Extensions

### The Crew: Wild Run
Une extension intitulée The Crew: Wild Run est sortie le 17 novembre 2015. Elle comprend un volet gratuit pour tous et un volet payant.
La partie gratuite ajoute des voitures, une mise à jour graphique ainsi que la météo dynamique. La partie payante comprend les motos, les specs Dragster, Drift et Monster Trucks, le Summit, l'éditeur de courses et le mode de cascades libre et leurs épreuves spécifiques (Arènes Monster Truck, courses dragsters, épreuves de drift, cascades en moto, défis radars).
Le Summit est un championnat mensuel itinérant, réservé aux détenteur de l'extension Wild Run, avec des épreuves de qualification renouvelées tous les trois jours. Il faut obtenir une médaille dans au moins trois épreuves de qualification pour pouvoir participer à l'épreuve finale mensuelle. À chaque fin de mois, les joueurs ont la possibilité de gagner un véhicule exclusif. Par exemple les médaillés de platine ont 100 % de chance de l'obtenir la où les médaillés d'or seulement 50 %. Chaque participation à une épreuve qualificative permet de rajouter 5 %, augmentant considérablement la chance des joueurs moins performants.
Ces véhicules sont renouvelés tous les deux mois. Passé ce délai, ils deviennent disponibles pour tout le monde, contre achat avec monnaie du jeu. (Y compris pour ceux n'ayant pas acheté Wild Run - sauf les motos).
Au 1er août 2016, Wild Run en est à huit motos (payantes) et treize voitures (gratuites) ajoutées.

### The Crew: Calling All Units
La deuxième extension de The Crew, intitulée The Crew: Calling All Units', annoncée lors de la Gamescom 2016, est sortie le 29 novembre 2016.
Les joueurs peuvent désormais choisir d'incarner la police ou les pilotes de courses illégales, par le biais de douze nouvelles missions scénarisées et de classes de véhicules spécifiques.
Lors d'une poursuite entre hors-la-loi et forces de l'ordre, les joueurs ont la possibilité d'utiliser des compétences telles que bloquer les freins de l'adversaires, envoyer une onde de choc IEM, utiliser de la nitro illimitée, émettre un flash aveuglant, et d'autres.
L'IA de la police est complètement retravaillée.
Le niveau maximum du joueur passe de 50 à 60, et celui des voitures de 1299 à 1497. Les médailles vont jusqu'au niveau "Diamant".
De nouveaux véhicules font également leur apparition : Ferrari F12, Jeep Wrangler, Lamborghini Huracan, Mercedes GLC, Nissan GT-R (R35), KTM 1190 RC8 R.
Des véhicules aux couleurs de la police ont également été conçus, comme Mercedes GLC, Koenigsegg Agera R, Ford F-150 SVT Raptor, Hummer H1 Alpha, Lamborghini Aventador LP700-4, Pagani Huayra.

## Suite
Le 16 mai 2017, Ubisoft annonce The Crew 2, qui va donc poursuivre le concept instauré par le premier épisode sorti en décembre 2014 déjà. Ubisoft officialise le jeu dès l'E3 2017 lors de la conférence du 12 juin. The Crew 2 reprendra donc la carte des États-Unis du premier opus, revue et améliorée afin d'accueillir de nouveaux moyens de transport à moteur : l'avion et le bateau. La carrière sera cette fois axée sur la compétition, où le joueur incarnera un pilote ayant pour but de s'imposer dans tous les domaines des sports automobiles. Le jeu donc proposera 4 domaines : Street, Compétition, off-road et freestyle. Annoncé pour le début de l'année 2018, le jeu sortira sur PC, PS4 et Xbox One. C'est toujours le studio lyonnais Ivory Tower qui est aux commandes de cette opus.